# Точка конденсації

## Означення
Нехай {\displaystyle \left(X,\tau \right)} – топологічний простір. Точку {\displaystyle x\in X} називають точкою конденсації множини {\displaystyle U\subset X}, якщо кожен відкритий окіл точки {\displaystyle x} містить незліченну множину елементів множини {\displaystyle U}.

## Властивості
- Множина точок конденсації - досконала множина (замкнена і не має ізольованих точок).
- Якщо множина точок конденсації непорожня, то вона має потужність континуум (теорія множин).
- Кожна підмножина дійсної прямої є об'єднанням множини точок конденсації та зліченної множини.